# Požár nákupního centra v Kemerovu
Dne 25. března 2018 v 17 hodin místního času došlo k požáru nákupního centra Zimní višeň v Kemerovu na Sibiři v Ruské federaci, během kterého zemřelo 60 lidí, z toho 41 dětí. Kromě toho uhynulo asi 200 zvířat v zookoutku.

## Okolnosti a vyšetřování požáru

Nákres 4. patra nákupního centra Zimní višeň

V kinosále plném dětí byly uzamčeny nouzové východy. Volný tak byl jen jeden východ, který v nastalém zmatku mnozí lidé nenašli. Vyděšené děti volaly svým příbuzným a loučily se s nimi. Někteří lidé skákali i z oken. Jedenáctiletý Sergej Moskalenko po skoku ze čtvrtého patra, kde se nachází několik kinosálů a herní zóna pro děti, upadl do komatu. V nákupním centru také nebyl slyšet nouzový alarm, a to proto, že buď vůbec nebyl nainstalován nebo proto, že byl záhy po vypuknutí požáru vypnut pracovníkem ostrahy.
V souvislosti s vyšetřováním příčin požáru zadržela policie technického ředitele vyhořelého nákupního centra, nájemce prostor, kde požár pravděpodobně vznikl, dva zaměstnance z hasičské služby centra a další osoby. Policie zjistila, že v centru nefungoval správně automatický hasicí systém. Požární alarm podle vyšetřování vypnul jeden z členů ostrahy. Vlastní příčina požáru nebyla ke konci března ještě definitivně stanovena, ale vyšetřovatelé měli za nejpravděpodobnější možnost elektrického zkratu. Pozdějším šetřením byla oficiální příčinou stanovena závada na elektroinstalaci. Voda z tajícího sněhu na střeše budovy pronikala do svítidla, umístěného nad suchým dětským bazénkem s plastovými a pěnovými hračkami. Oficiální verze dále uvádějí, že poté došlo ke zkratu ve svítidle, z neznámého důvodu nereagovaly jističe v okruhové rozvodnici a posléze odkapávající plast z tavícího se difuzoru svítidla zapálil předměty v bazénku.
Nicméně, pojem "zkrat" je v takových případech velmi zavádějící, v této situaci jistič zkratovaný okruh okamžitě odpojí. K tomu také, viz záznam z kamer, došlo - pochopitelně až chvíli po vzniku požáru, vlivem destrukce izolace a následném zkratu přívodního vedení, či přímo svítidel. Mohlo by způsobit dlouhodobější zatékání postupnou oxidaci svorek, tudíž zvýšení přechodového odporu a následné zahřívání spojů, což běžné jističe nezaregistrují. To by se však projevovalo dlouhodobým pomrkáváním řady svítidel a několik desítek minut silným zápachem i viditelným dýmem před vznikem požáru. Mohla by tedy spíše být příčinou porucha LED zdroje ve svítidle a následné ohřátí LED zvýšeným proudem, či vznícení samotného driveru.[zdroj?]
Systém klimatizace neustále pracoval v běžném provozním režimu, nezahájil odsávání kouře na základě povelu z EPS. Napomohl tak velmi rychlému rozšíření kouře, jedovatých zplodin a samotného požáru. Automatické spuštění stabilního hasicího zařízení nebylo zahájeno, jelikož v něm nebyla přítomna voda z důvodu častého zamrzání. Zřejmě dřívější plané poplachy způsobily, že pracovník ostrahy vypnul akustickou signalizaci požáru. Kouř záhy zaplnil většinu přístupových komunikací kinosálů a uvěznil zde diváky. Jedna z osob zde znemožnila otevření dveří, aby se v nastalé panice tudy nepokoušeli lidé uniknout - vběhli by ještě do většího nebezpečí. Největší počet osob, zejména dětí, zde čekal na příchod hasičů, avšak jedovaté zplodiny a následný požár se do sálu bohužel dostaly mnohem dříve.
Hmotná škoda způsobená požárem nákupního centra Zimní višeň je odhadována na 4 miliardy rublů, tj. asi 1,55 miliardy Kč.

### Následky požáru
V důsledku požáru začala probíhat od začátku dubna 2018 akce, při níž ruští hasiči nacvičovali evakuaci lidí v obchodních centrech se zaměřením na kinosály. K 23. dubna bylo zkontrolováno 38 tisíc objektů po celém Rusku a v každém druhém byly nalezeny závady, kterých bylo napočítáno na 140 tisíc.

## Reakce na neštěstí

### Reakce veřejnosti a představitelů v Rusku
Do ulic v Kemerovu vyšlo po tragickém požáru několik tisíc demonstrantů, kteří požadovali odstoupení dlouholetého gubernátora Kemerovské oblasti Amana Tulejeva a starosty Kemerova Ilji Sereďuka. Tulejev oznámil 1. dubna v dopisu prezidentu Vladimiru Putinovi, že ze své funkce odstupuje, protože to neštěstí je pro něj „těžkým břemenem“. Jeho rezignaci Putin přijal.

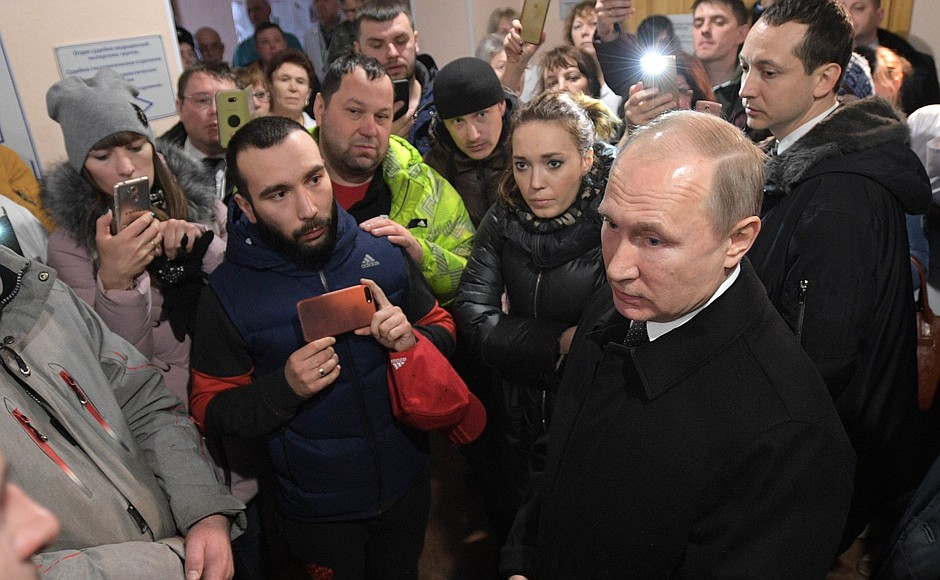
Prezident Vladimir Putin se 27. března 2018 setkal v Kemerovu s občany

Prezident Putin přiletěl do Kemerova dne 27. března 2018, setkal se s občany města a položil kytici květin u místa neštěstí. Na den 28. března 2018 vyhlásil státní smutek pro celou zemi.

### Reakce zahraničních představitelů
Z celého světa přicházely brzy po neštěstí projevy soustrasti od vedoucích politiků. Lítost nad neštěstím vyjádřily hlavy států SNS: prezident Ázerbájdžánu Ilham Alijev, prezident Arménie Serž Sarkisjan, prezident Běloruska Alexandr Lukašenko, prezident Kazachstánu Nursultan Nazarbajev, kyrgyzský prezident Sooronbay Jeenbekov, prezident Moldavska Igor Dodon, prezident Tádžikistánu Emómalí-ji Rahmón a prezident Uzbekistánu Šavkat Mirzijojev. Alexander Lukašenko také na znamení smutku a solidarity s Ruskem nařídil, aby byly spuštěny státní vlajky a zrušen zábavní program ve vysíláni televize.
Generální tajemník Rady Evropy Thorbjørn Jagland poslal prezidentu Ruska Putinovi kondolenční dopis. Z vůdčích představitelů zemí Evropské unie vyjádřili soustrast prezident České republiky Miloš Zeman, rakouský kancléř Sebastian Kurz, kancléřka Spolkové republiky Německo Angela Merkelová, prezident Řecka Prokopis Pavlopulos, předseda vlády Bulharska Bojko Borisov, prezidentka Litvy Dalia Grybauskaitė, prezidentka Estonska Kersti Kaljulaid, prezident Finska Sauli Niinistö a prezident Polska Andrzej Duda. S prohlášením soustrasti vystoupily také francouzská a izraelská velvyslanectví v Moskvě. Soustrast příbuzným vyjádřila předsedkyně vlády Velké Británie Theresa Mayová.
Zástupce Spojených států projevil jménem amerického národa lítost během telefonického rozhovoru z Bílého domu o vyhoštění 60 ruských diplomatů v souvislosti s kauzou Skripalových. Soustrast vyslovil rovněž americký velvyslanec v Rusku John Huntsman. Hlubokou soustrast v souvislosti s tragédií vyslovili také papež František, egyptské ministerstvo zahraničních věcí, prezident Brazílie Michel Temer, prezident Turecka Recep Tayyip Erdoğan, emír Kuvajtu Sabah al-Ahmad as-Sabah a emír Kataru Tamím ibn Hamad Al Sání.
Za Ukrajinu kondolovali prezident Petro Porošenko, předseda vlády Volodymyr Hrojsman a ministr zahraničních věcí Pavlo Klimkin. Dále se s projevy soustrasti připojili prezident Srbska Aleksandar Vučić, Eurasijská ekonomická komise a prezident Čínské lidové republiky Si Ťin-pching.